# 清居郡
清居郡，中国南北朝时设置的郡。
西魏改新兴郡置清居郡，改汉初县置清居县（今四川南充市高坪区青居镇），隶属于合州。下辖清居县一县。北周沿置，辖境相当今四川省南充市高坪区、南部县及武胜县西北地区。隋文帝开皇三年（583年）废建阳郡，属县直属合州。